# Tři Dvory
Tři Dvory là một làng thuộc huyện Kolín, vùng Středočeský, Cộng hòa Séc.